# 신카와정 (아이치현 헤키카이군)
신카와정(新川町)은 아이치현 헤키카이군에 설치되었던 정이다. 현재의 헤키난시 북부에 해당한다.